# Foreste
Foreste est une commune française située dans le département de l'Aisne, en région Hauts-de-France.

## Géographie

### Communes limitrophes
| Lanchy         | Beauvois-en-Vermandois   |                  |
| Ugny-l'Équipée | Foreste                  | Germaine (Aisne) |
|                | Villers-Saint-Christophe | Douchy (Aisne)   |

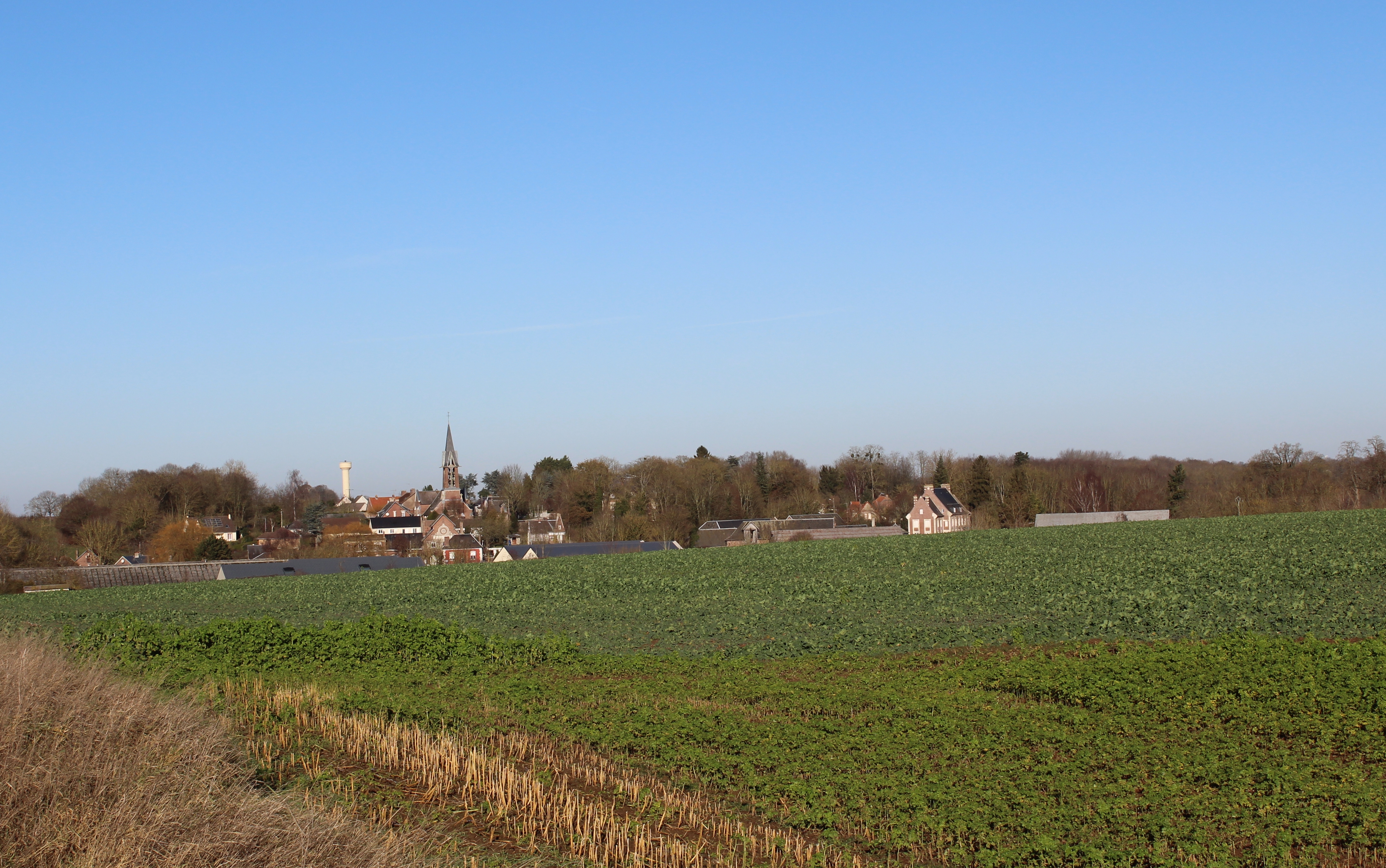
Vue du village depuis Auroir.
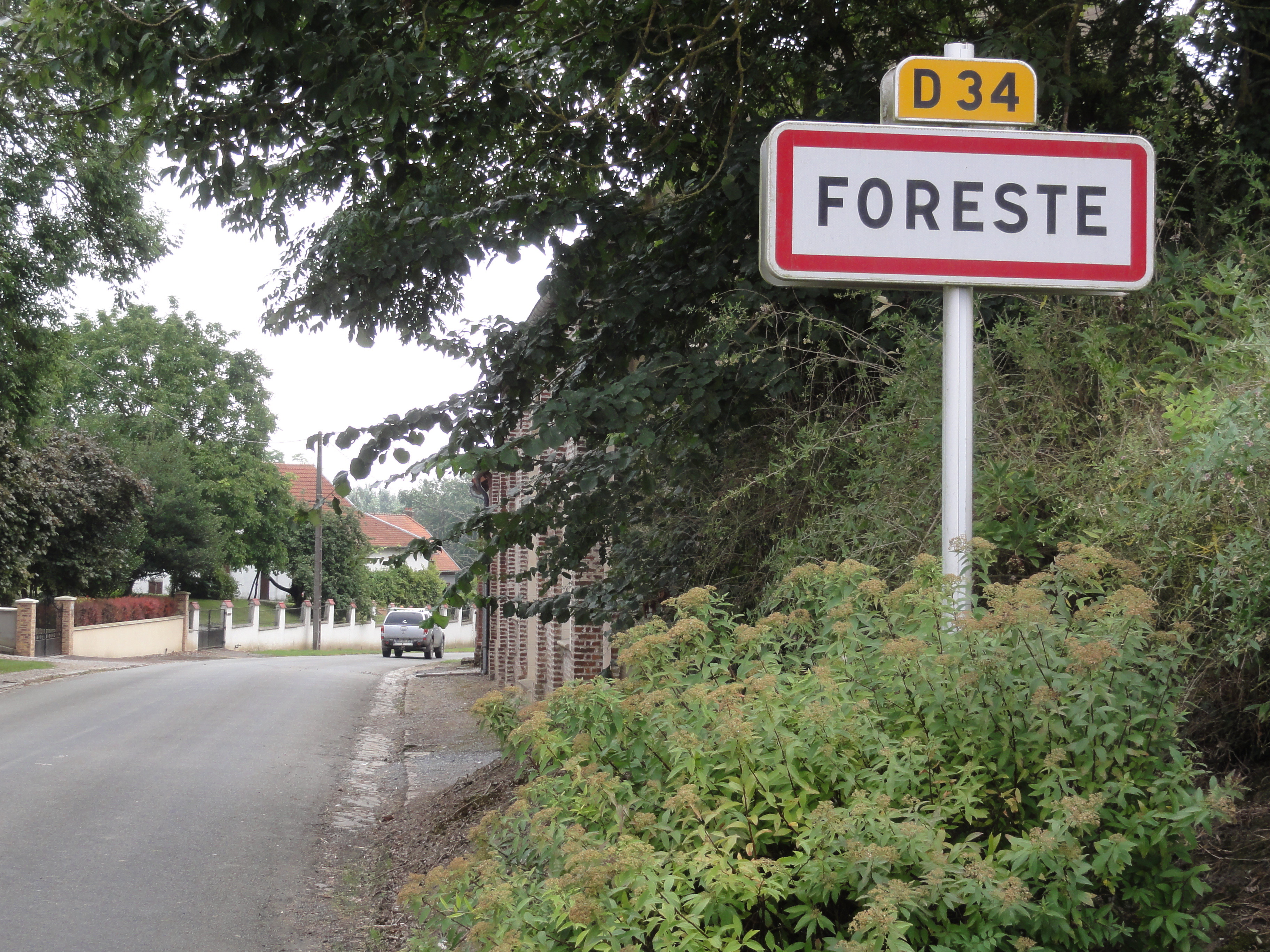
Entrée de Foreste.
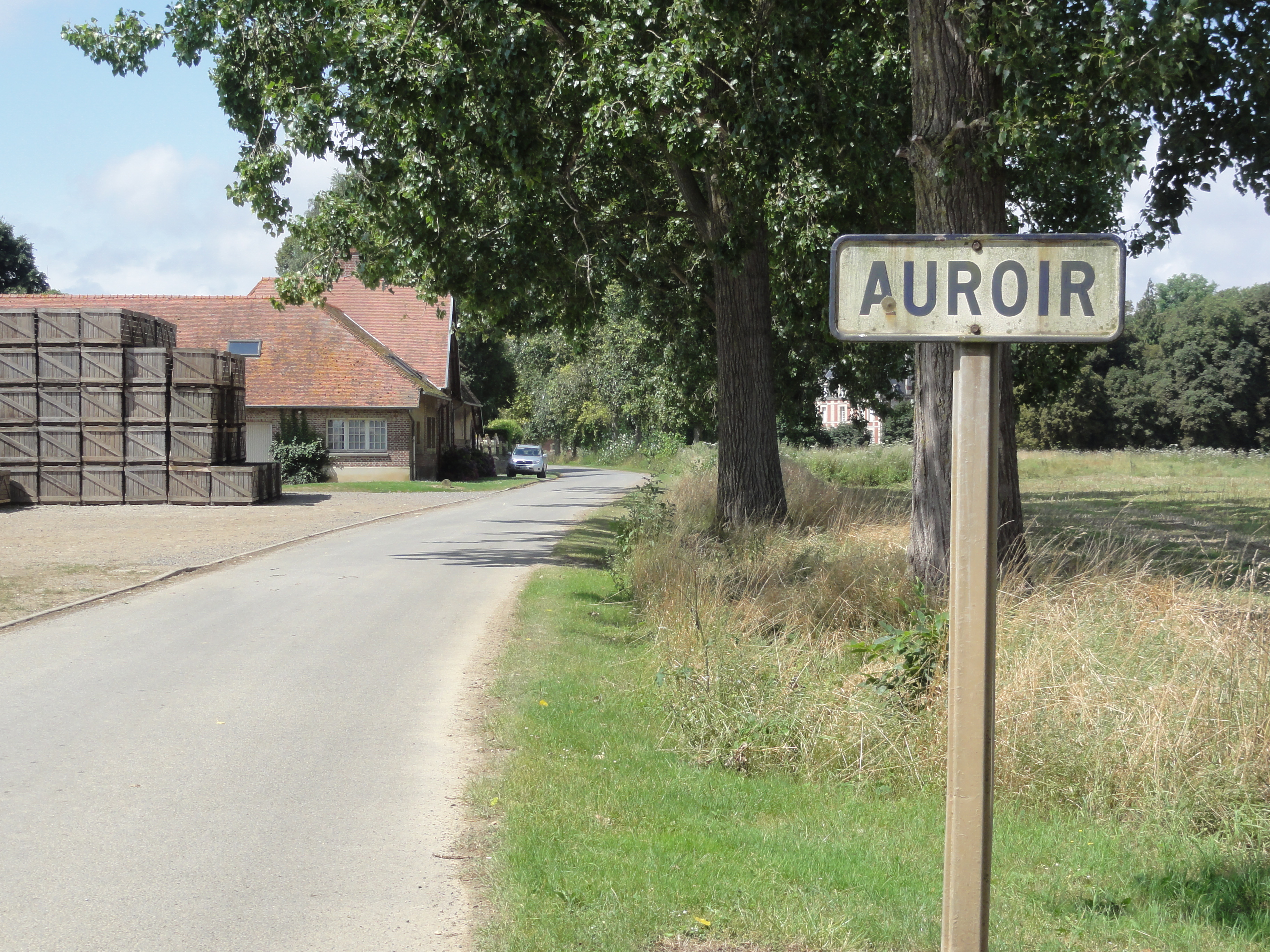
Entrée d'Auroir.
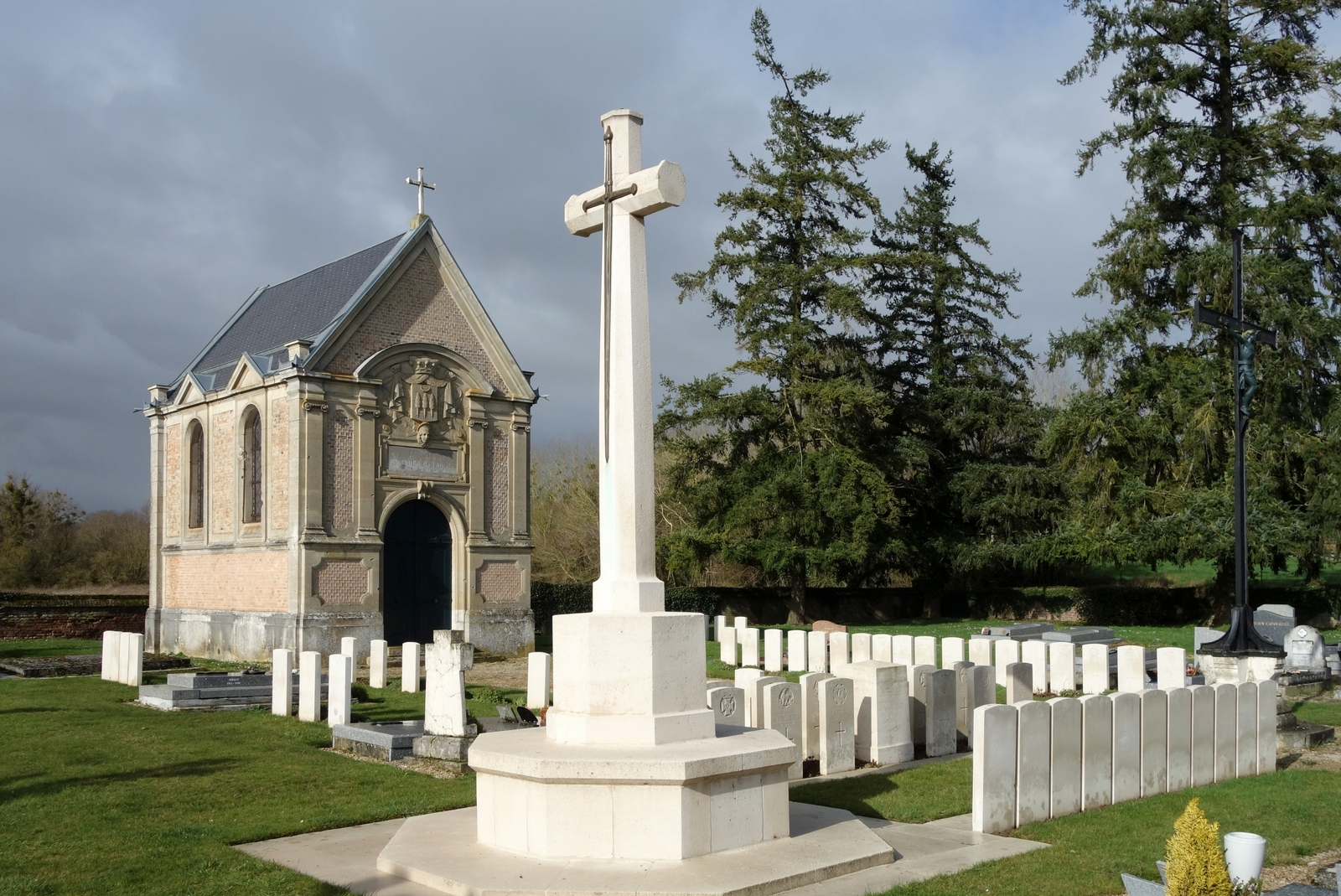
Cimetière militaire britannique.

### Transports en commun routiers
La localité est desservie par les autocars du réseau inter-urbain Trans'80, Hauts-de-France (ligne no 51, Mesnil-Bruntel - Saint-Christ-Briost - Ham).

### Hydrographie

#### Réseau hydrographique
La commune est située dans le bassin Artois-Picardie. Elle est drainée par la Ferme de Montizelle.

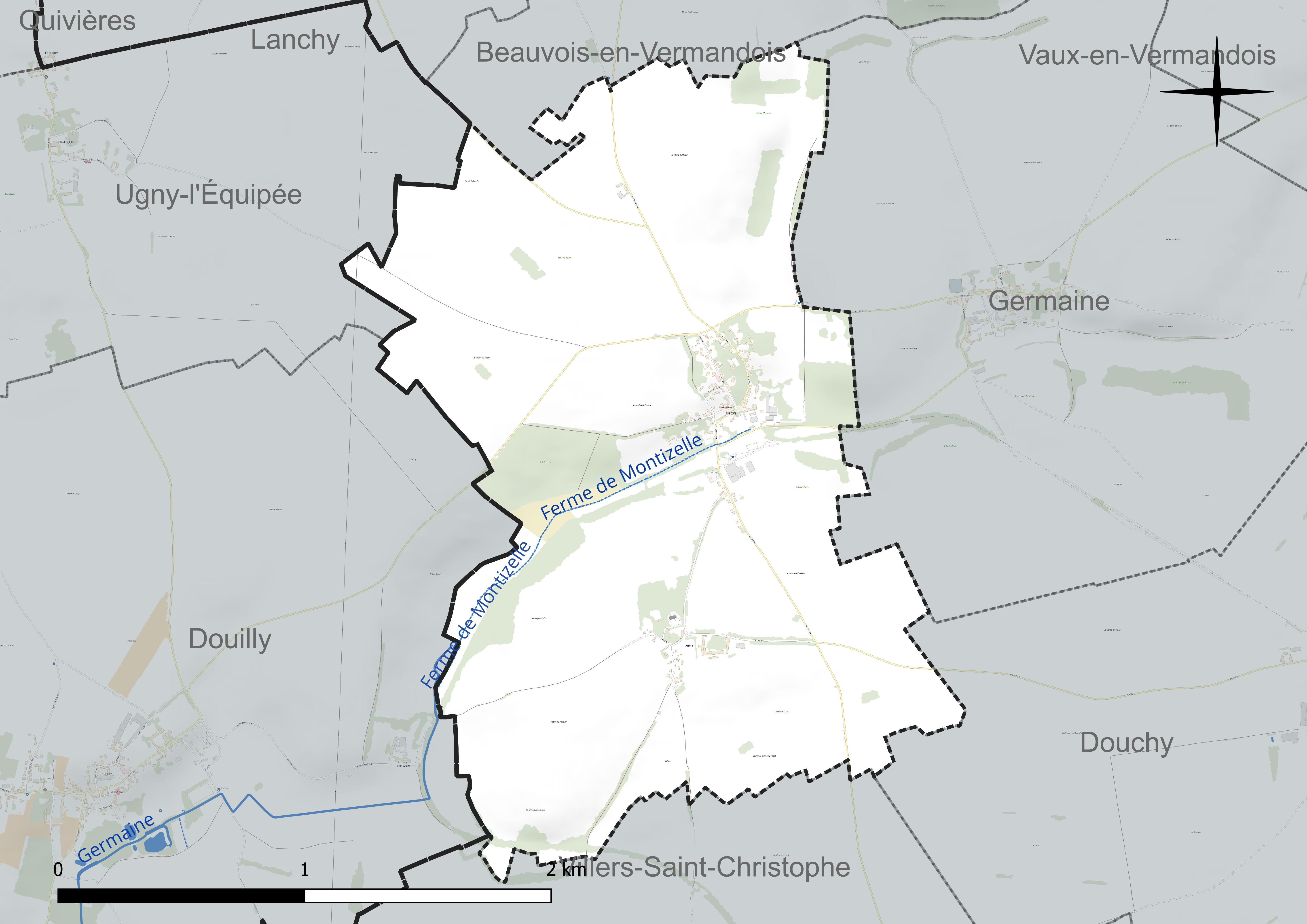
Réseau hydrographique de Foreste.

#### Gestion et qualité des eaux
Le territoire communal est couvert par le schéma d'aménagement et de gestion des eaux (SAGE) « Haute Somme ». Ce document de planification concerne un territoire de 1 798 km2 de superficie, délimité par le bassin versant de la Haute Somme est constitué d'un réseau hydrographique complexe de cours d'eau, de marais, d'étangs et de canaux. Le périmètre a été arrêté le 21 avril 2006 et le SAGE proprement dit a été approuvé le 15 juin 2017. La structure porteuse de l'élaboration et de la mise en œuvre est le syndicat mixte d'aménagement hydraulique du bassin versant de la Somme (AMEVA).
La qualité des cours d'eau peut être consultée sur un site spécial géré par les agences de l'eau et l'Agence française pour la biodiversité.

### Climat
Pour des articles plus généraux, voir Climat des Hauts-de-France et Climat de l'Aisne.
En 2010, le climat de la commune est de type climat océanique dégradé des plaines du Centre et du Nord, selon une étude du CNRS s'appuyant sur une série de données couvrant la période 1971-2000. En 2020, Météo-France publie une typologie des climats de la France métropolitaine dans laquelle la commune est exposée à un climat océanique et est dans la région climatique Nord-est du bassin Parisien, caractérisée par un ensoleillement médiocre, une pluviométrie moyenne régulièrement répartie au cours de l'année et un hiver froid (3 °C).
Pour la période 1971-2000, la température annuelle moyenne est de 10,3 °C, avec une amplitude thermique annuelle de 15 °C. Le cumul annuel moyen de précipitations est de 688 mm, avec 10,5 jours de précipitations en janvier et 9,1 jours en juillet. Pour la période 1991-2020, la température moyenne annuelle observée sur la station météorologique la plus proche, située sur la commune de Fontaine-lès-Clercs à 9 km à vol d'oiseau, est de 10,8 °C et le cumul annuel moyen de précipitations est de 683,4 mm,. Pour l'avenir, les paramètres climatiques de la commune estimés pour 2050 selon différents scénarios d'émission de gaz à effet de serre sont consultables sur un site spécial publié par Météo-France en novembre 2022.

## Urbanisme

### Typologie
Au 1er janvier 2024, Foreste est catégorisée commune rurale à habitat très dispersé, selon la nouvelle grille communale de densité à 7 niveaux définie par l'Insee en 2022.
Elle est située hors unité urbaine. Par ailleurs la commune fait partie de l'aire d'attraction de Saint-Quentin, dont elle est une commune de la couronne,. Cette aire, qui regroupe 120 communes, est catégorisée dans les aires de 50 000 à moins de 200 000 habitants,.

### Occupation des sols
L'occupation des sols de la commune, telle qu'elle ressort de la base de données européenne d'occupation biophysique des sols Corine Land Cover (CLC), est marquée par l'importance des territoires agricoles (94,8 % en 2018), une proportion identique à celle de 1990 (94,8 %). La répartition détaillée en 2018 est la suivante : 
terres arables (79,1 %), zones agricoles hétérogènes (15,7 %), zones urbanisées (5,2 %).
L'évolution de l'occupation des sols de la commune et de ses infrastructures peut être observée sur les différentes représentations cartographiques du territoire : la carte de Cassini (XVIIIe siècle), la carte d'état-major (1820-1866) et les cartes ou photos aériennes de l'IGN pour la période actuelle (1950 à aujourd'hui).

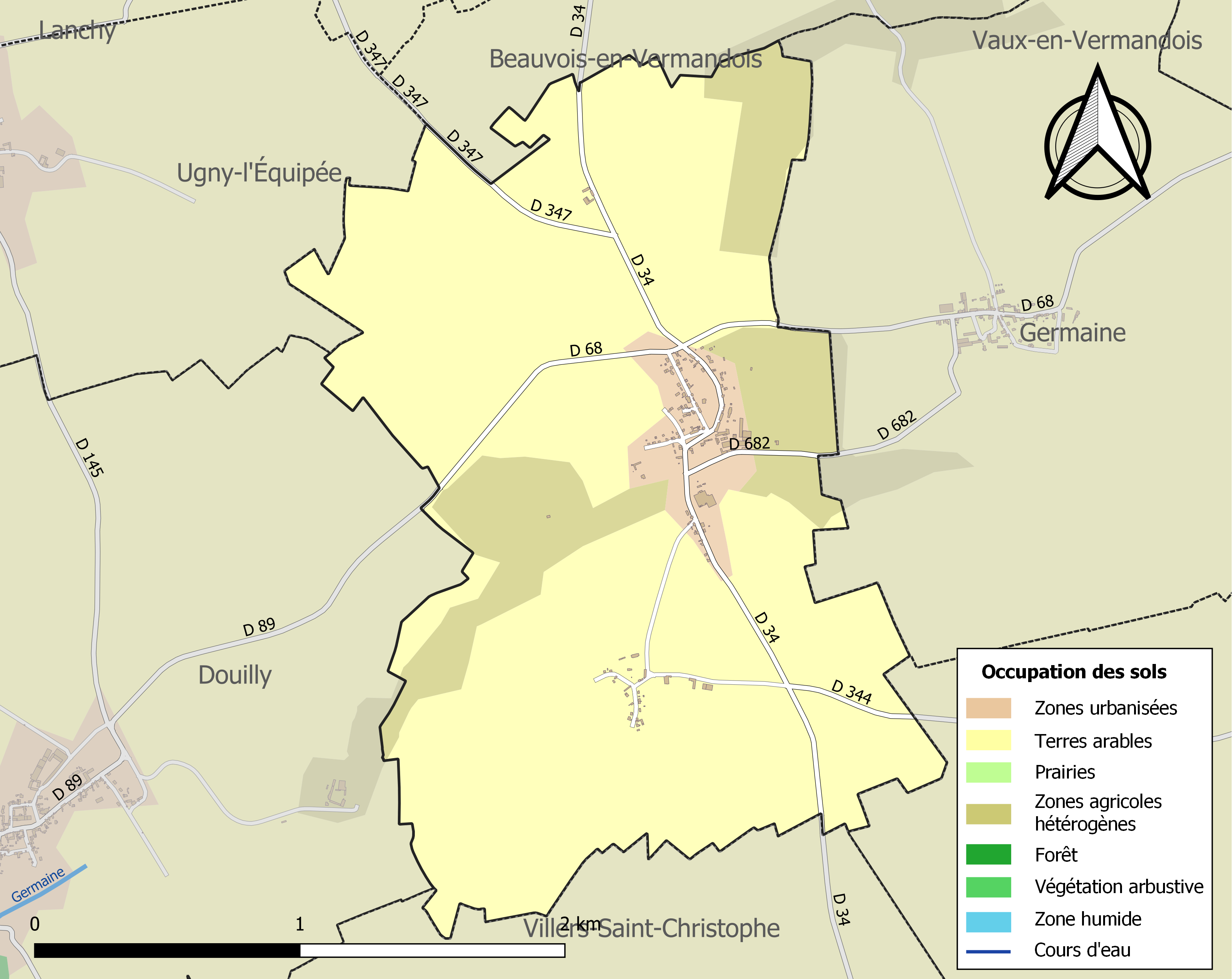
Carte de l'occupation des sols de la commune en 2018 (CLC).

## Toponymie

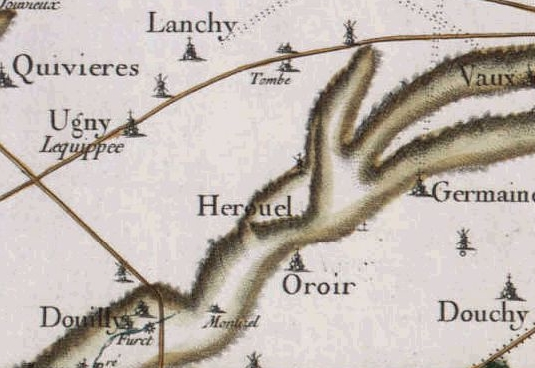
Carte de Cassini (vers 1750) sur laquelle figurent les deux paroisses de Herouel et Oroir.

Le nom de la localité est attesté sous les formes Forest-les-Doully (1505).
 
De l'oil foreste, variante attestée de forest.
Entre 1600 et 1843, la commune est nommée Herouel ou Hérouël, nom d'un hameau de la commune.

Une ordonnance du roi du 7 juin 1843 a transformé la commune d'Herouël, réunie à la section d'Auroir issue de l'ancienne commune d'Auroir-Aubigny, en la commune nouvelle de Foreste.

## Politique et administration

### Découpage territorial
La commune de Foreste est membre de la communauté de communes du Pays du Vermandois, un établissement public de coopération intercommunale (EPCI) à fiscalité propre créé le 31 décembre 1993 dont le siège est à Bellicourt. Ce dernier est par ailleurs membre d'autres groupements intercommunaux.
Sur le plan administratif, elle est rattachée à l'arrondissement de Saint-Quentin, au département de l'Aisne et à la région Hauts-de-France. Sur le plan électoral, elle dépend du  canton de Saint-Quentin-1 pour l'élection des conseillers départementaux, depuis le redécoupage cantonal de 2014 entré en vigueur en 2015, et de la deuxième circonscription de l'Aisne  pour les élections législatives, depuis le dernier découpage électoral de 2010.

### Administration municipale
| Période                                  | Période                   | Identité                         | Étiquette | Qualité                                                   |
| ---------------------------------------- | ------------------------- | -------------------------------- | --------- | --------------------------------------------------------- |
| Les données manquantes sont à compléter. |                           |                                  |           |                                                           |
| avant 1876                               | après 1877                | Fouquier                         |           |                                                           |
| mars 2001                                | mai 2020                  | Hugues Pavie                     | LR        | Retraité de l'agriculture Réélu pour le mandat 2014-2020, |
| mai 2020                                 | En cours (au 28 mai 2020) | Jean-Baptiste Fouquier-d'Hérouël |           |                                                           |

## Démographie
L'évolution du nombre d'habitants est connue à travers les recensements de la population effectués dans la commune depuis 1793. Pour les communes de moins de 10 000 habitants, une enquête de recensement portant sur toute la population est réalisée tous les cinq ans, les populations de référence des années intermédiaires étant quant à elles estimées par interpolation ou extrapolation. Pour la commune, le premier recensement exhaustif entrant dans le cadre du nouveau dispositif a été réalisé en 2007.

En 2022, la commune comptait 164 habitants, en évolution de −2,96 % par rapport à 2016 (Aisne : −1,97 %, France hors Mayotte : +2,11 %).
| 1793 | 1800 | 1806 | 1821 | 1831 | 1836 | 1841 | 1846 | 1851 |
| ---- | ---- | ---- | ---- | ---- | ---- | ---- | ---- | ---- |
| 150  | 144  | 162  | 173  | 242  | 304  | 270  | 358  | 361  |

| 1856 | 1861 | 1866 | 1872 | 1876 | 1881 | 1886 | 1891 | 1896 |
| ---- | ---- | ---- | ---- | ---- | ---- | ---- | ---- | ---- |
| 390  | 402  | 335  | 369  | 409  | 419  | 384  | 374  | 363  |

| 1901 | 1906 | 1911 | 1921 | 1926 | 1931 | 1936 | 1946 | 1954 |
| ---- | ---- | ---- | ---- | ---- | ---- | ---- | ---- | ---- |
| 359  | 310  | 304  | 280  | 232  | 196  | 184  | 209  | 240  |

| 1962 | 1968 | 1975 | 1982 | 1990 | 1999 | 2006 | 2007 | 2012 |
| ---- | ---- | ---- | ---- | ---- | ---- | ---- | ---- | ---- |
| 175  | 170  | 163  | 199  | 165  | 143  | 175  | 179  | 177  |

| 2017 | 2022 | - | - | - | - | - | - | - |
| ---- | ---- | - | - | - | - | - | - | - |
| 165  | 164  | - | - | - | - | - | - | - |

## Lieux et monuments
- Église Saint-Quentin, vitraux de Paul Charavel.
- Chapelle Saint-Nicolas d'Auroir.
- Monument aux morts.
- Pigeonnier.
- Château d'Auroir.
- Ancienne gare et son château d'eau.

- Le cimetière militaire britannique situé dans le cimetière communal.

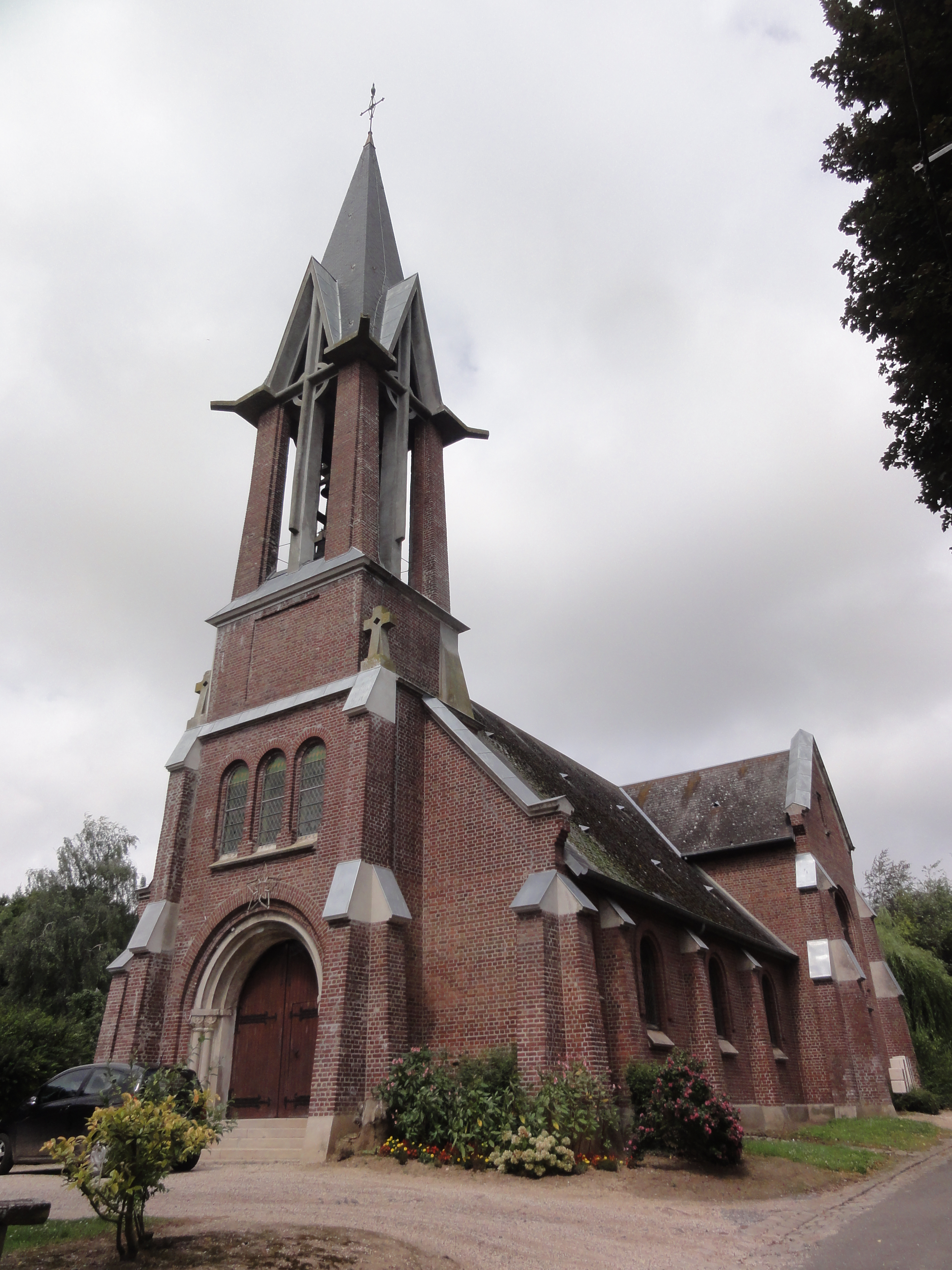
Église Saint-Quentin.
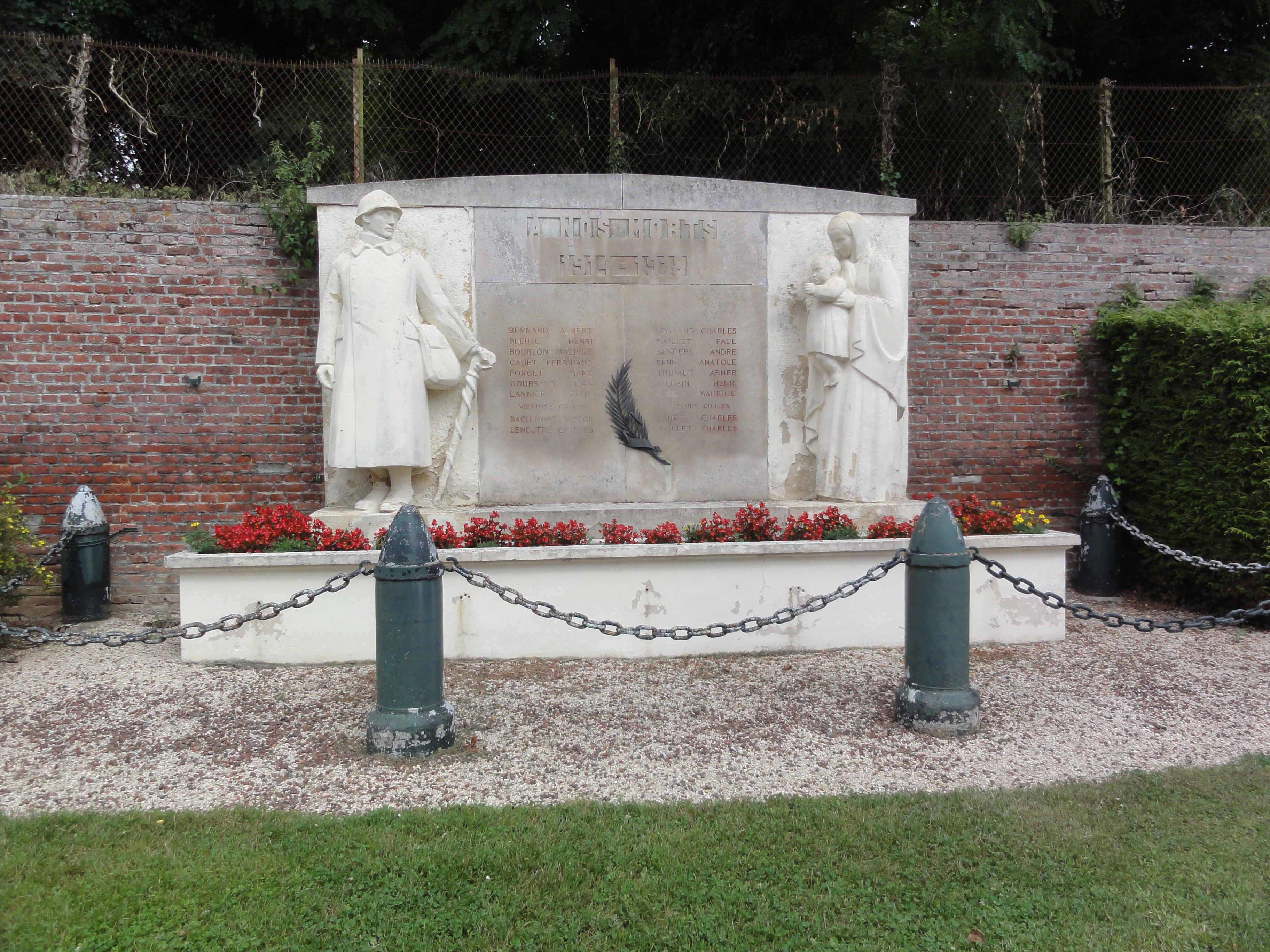
Monument aux morts.
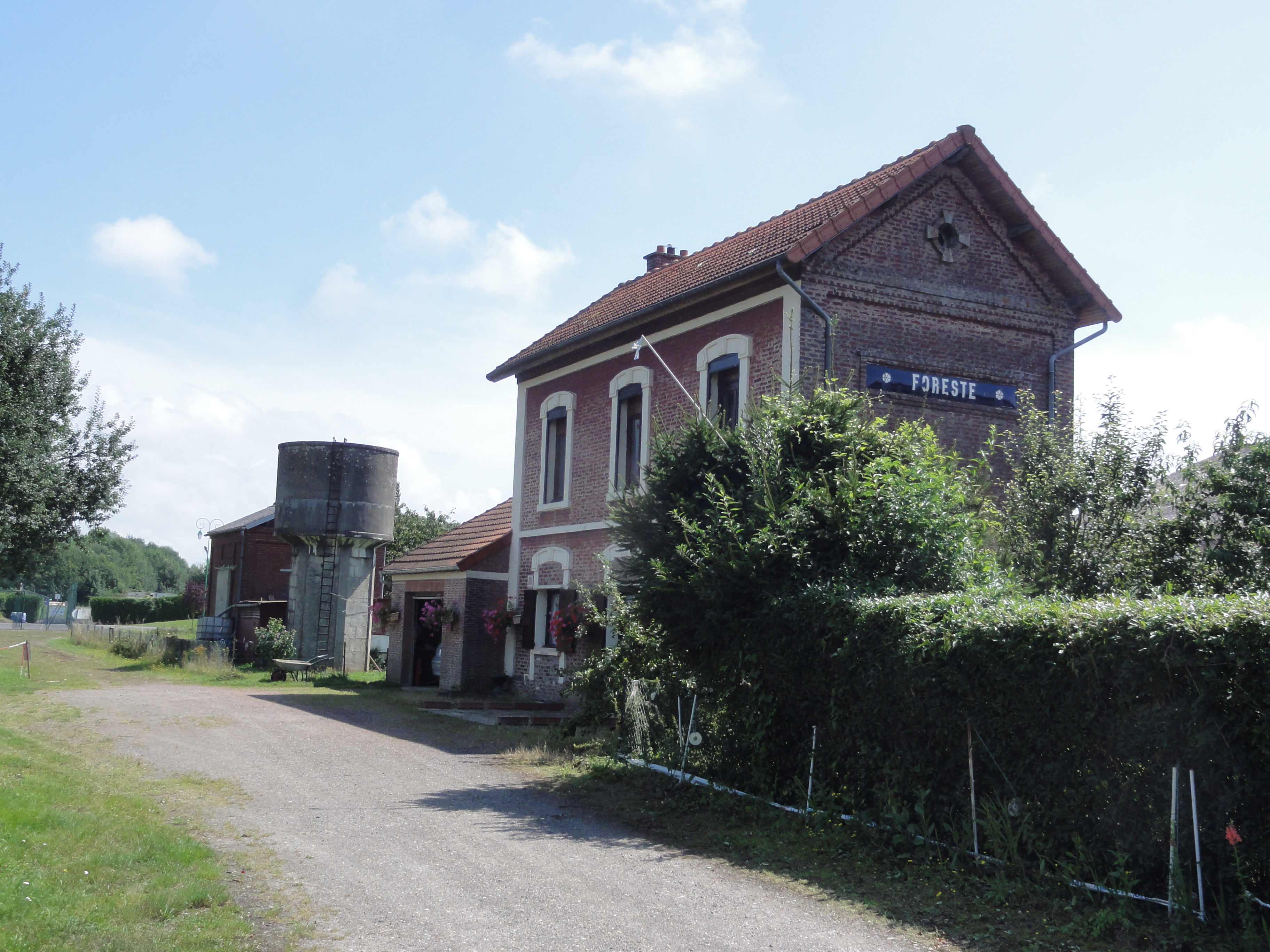
Ancienne gare.
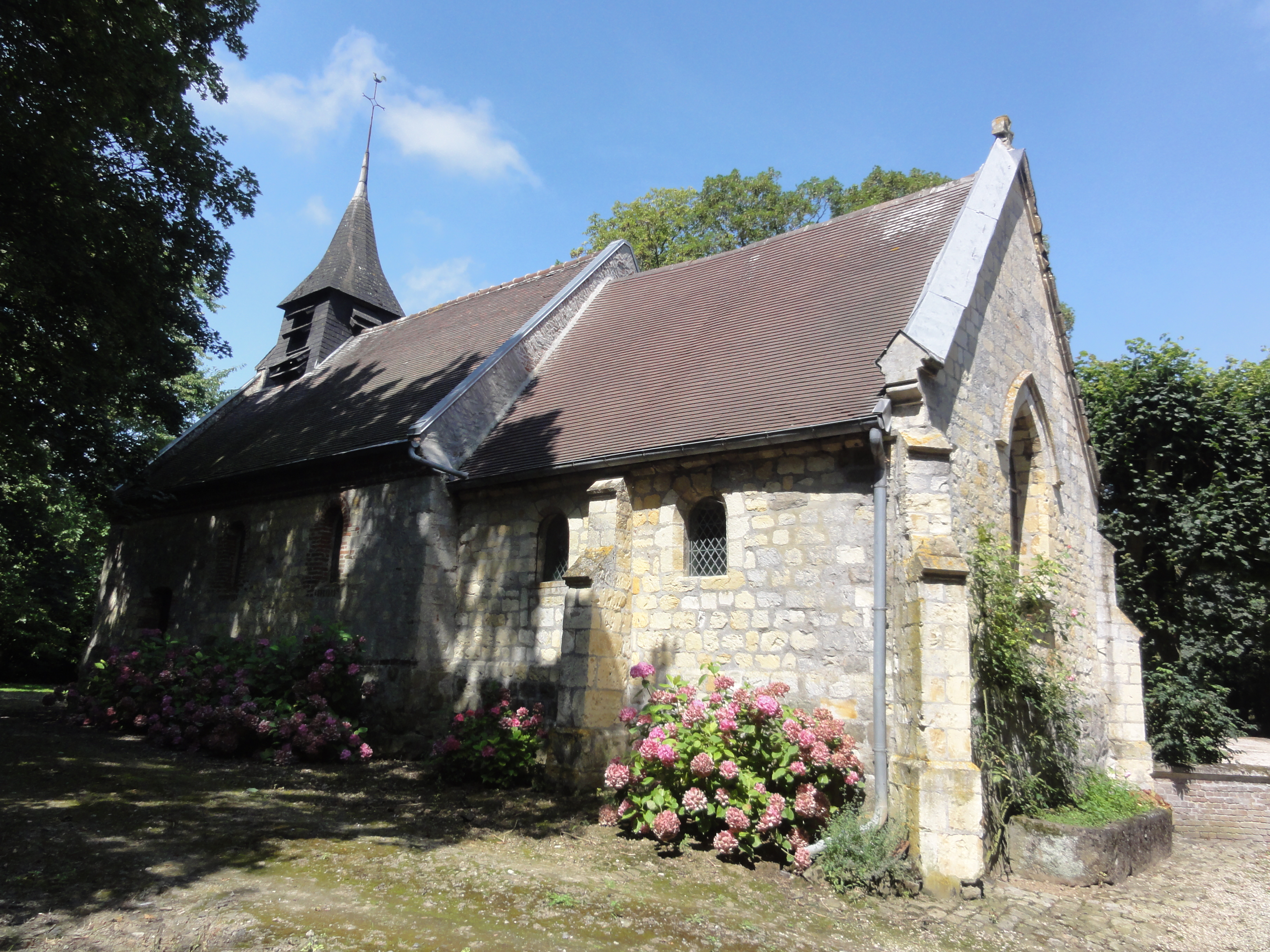
Chapelle Saint-Nicolas (Auroir).
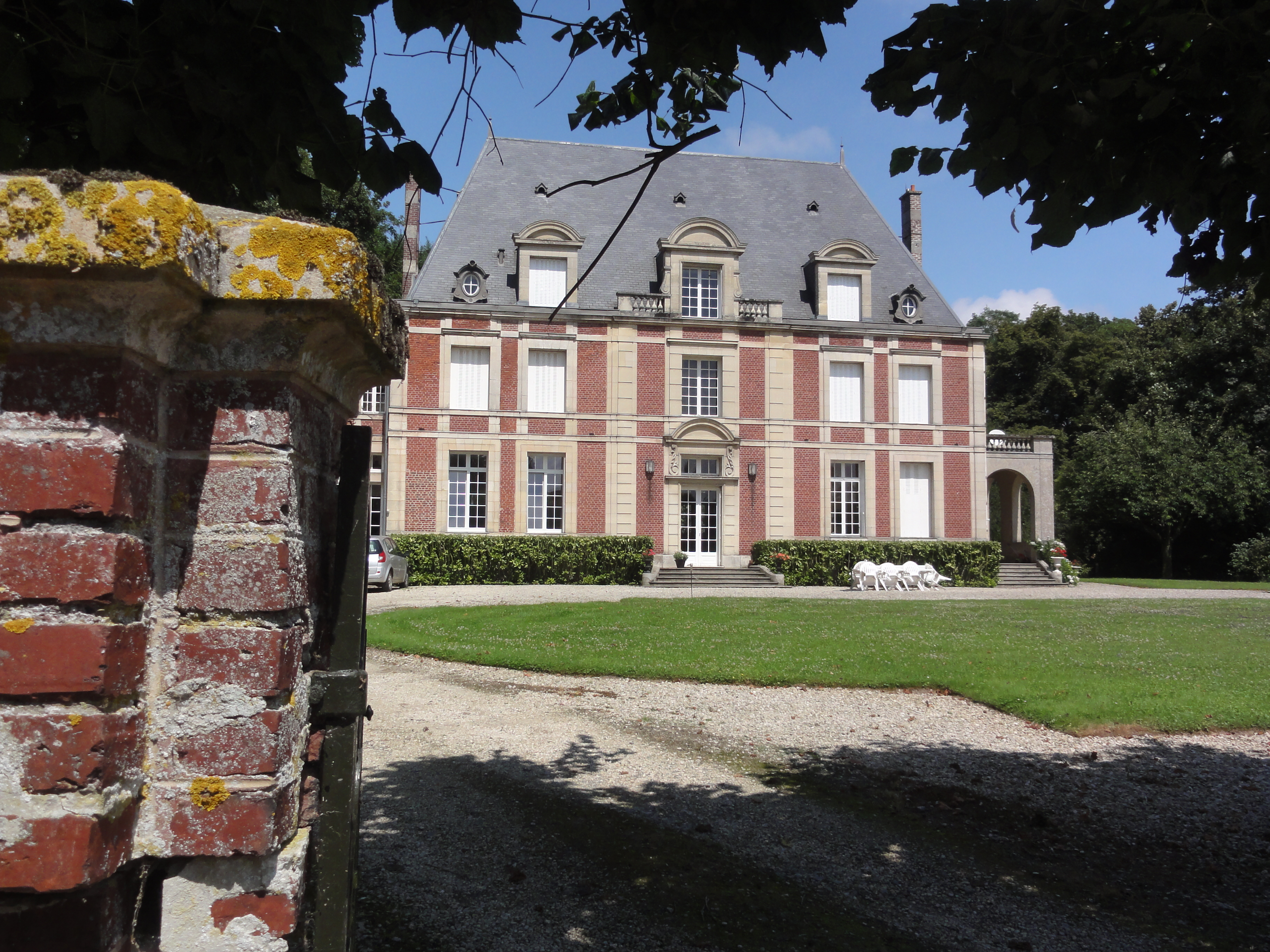
Château d'Auroir.

## Personnalités liées à la commune
- Pierre-Éloi Fouquier d'Hérouël (1745-1810), homme politique né à Hérouël, député du tiers aux États généraux de 1789.
- Fouquier-Tinville (1746-1795) est né à Herouël.
- Antoine Fouquier d'Hérouel (1784-1852), homme politique né à Hérouël, maire de Foreste, député de l'Aisne de 1849 à 1851 puis sénateur.

## Héraldique
| Blason de Foreste | Blason  | D'argent à trois arbres coupés de sinople, au chef d'azur chargé de trois étoiles de six rais d'argent.                 |
| Blason de Foreste | Détails | Blason retrouvé sur une fresque héraldique située dans la gare de Ham. Le statut officiel du blason reste à déterminer. |